# Gudoixníkovo
Gudoixníkovo (en rus: Гудошниково) és un poble de l'óblast de Saràtov, a Rússia, segons el cens del 2010 tenia 12 habitants. Pertany al districte municipal de Petrovsk.